# Monochamus sutor
Monochamus sutor là một loài bọ cánh cứng trong họ Cerambycidae.

## Hình ảnh

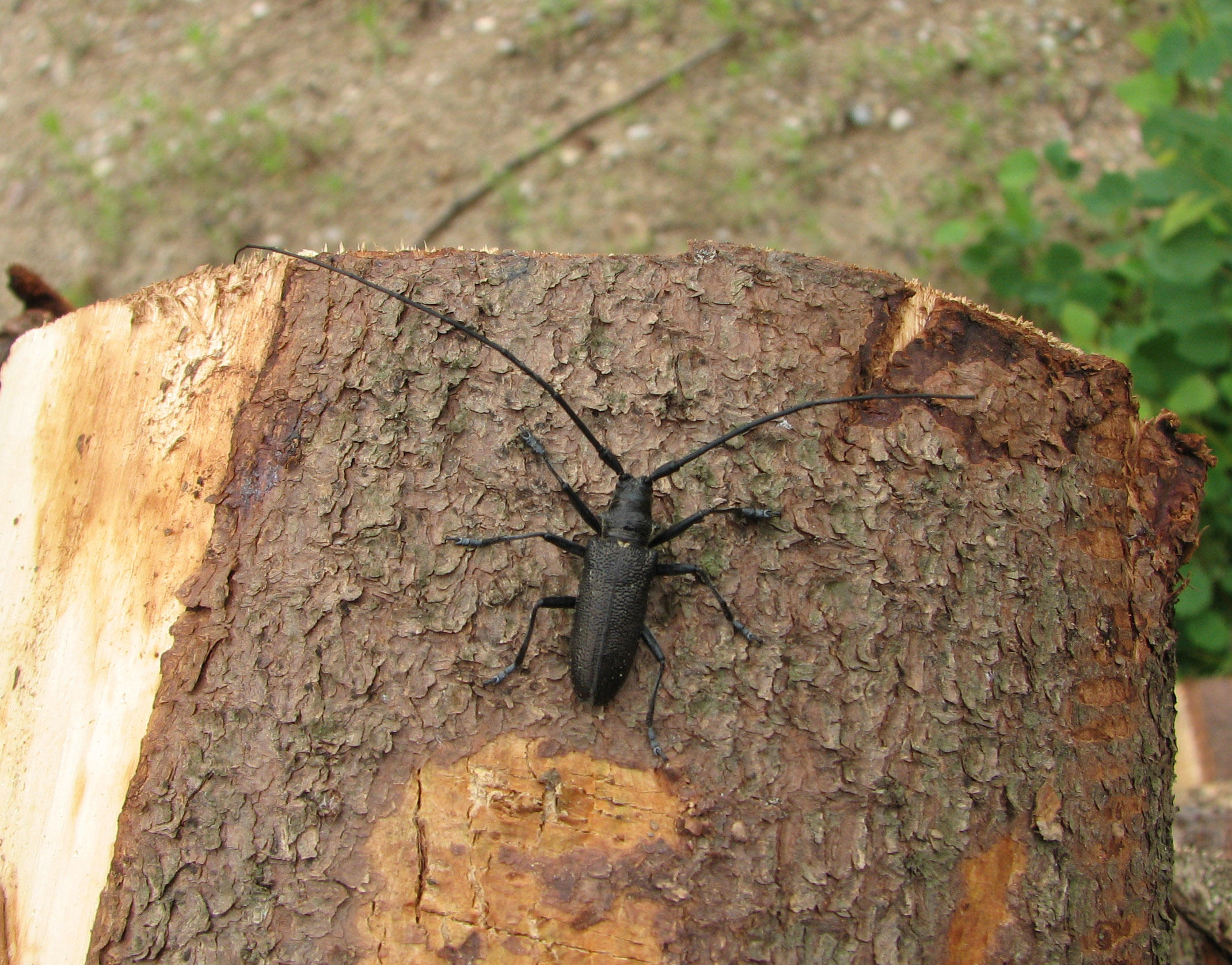
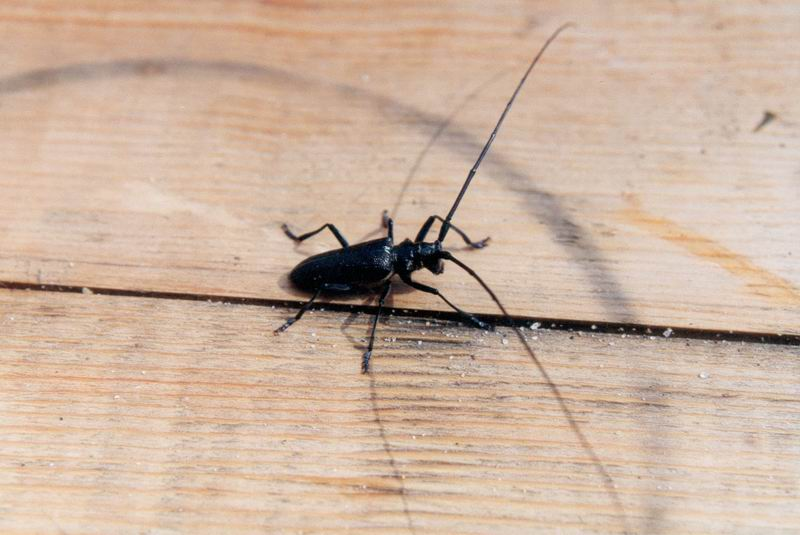
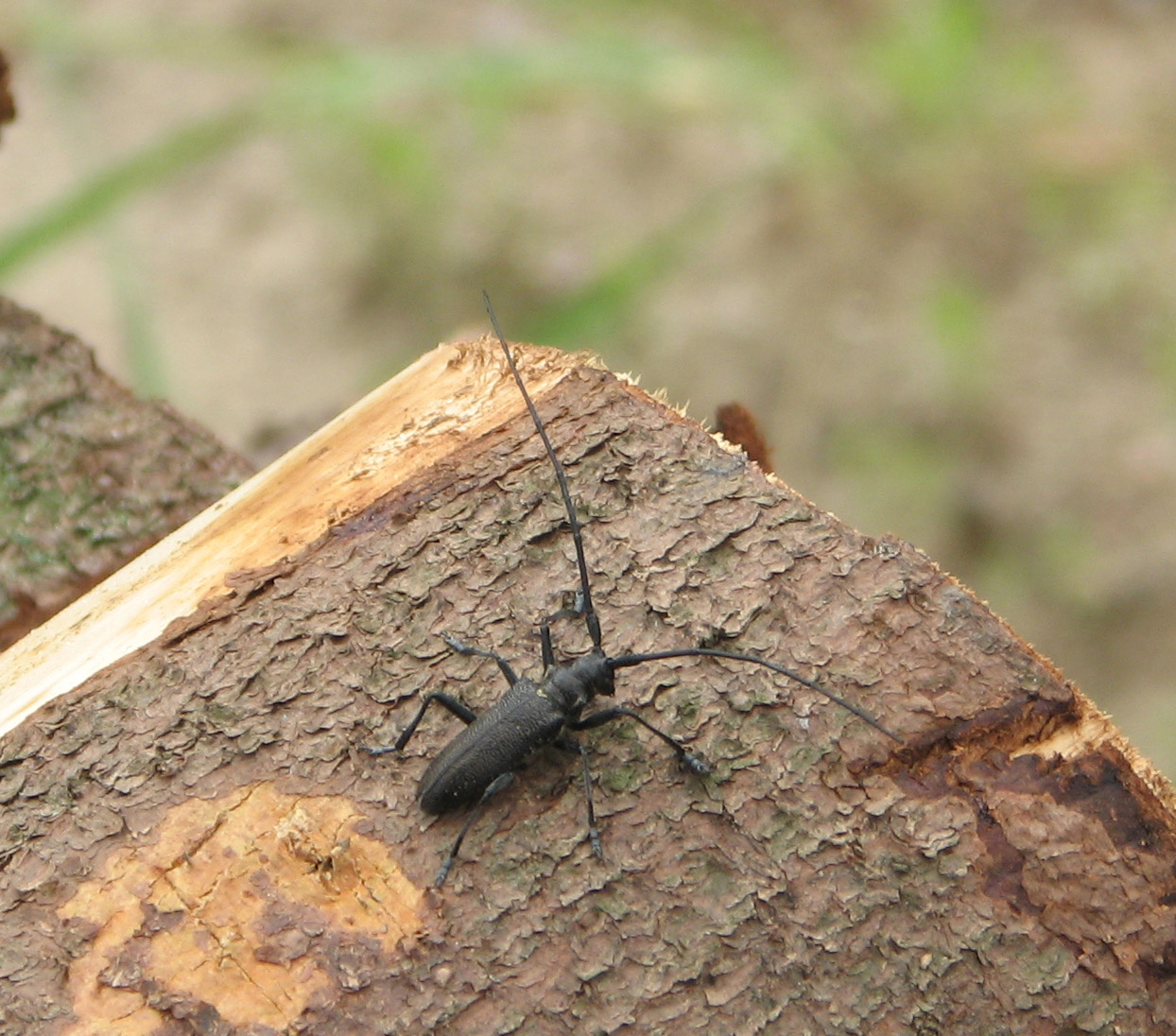
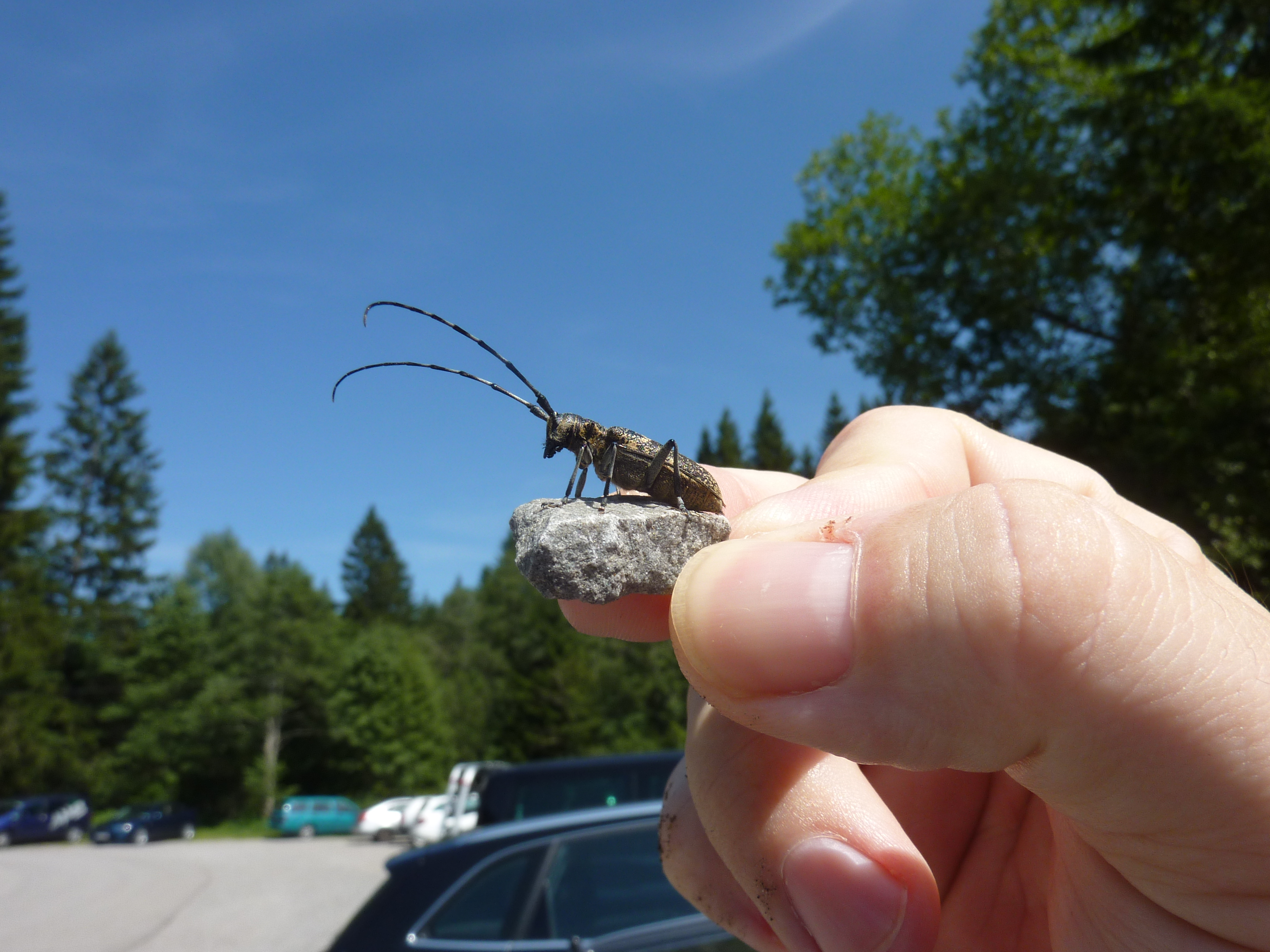